# Hälsö
Hälsö ([ˇhɛlːsœ]) est une île et une localité située au nord de l'archipel de Göteborg et une municipalité située dans la commune d'Öckerö, dans le comté de Västra Götaland.
Sa population était de 610 habitants en 2010.

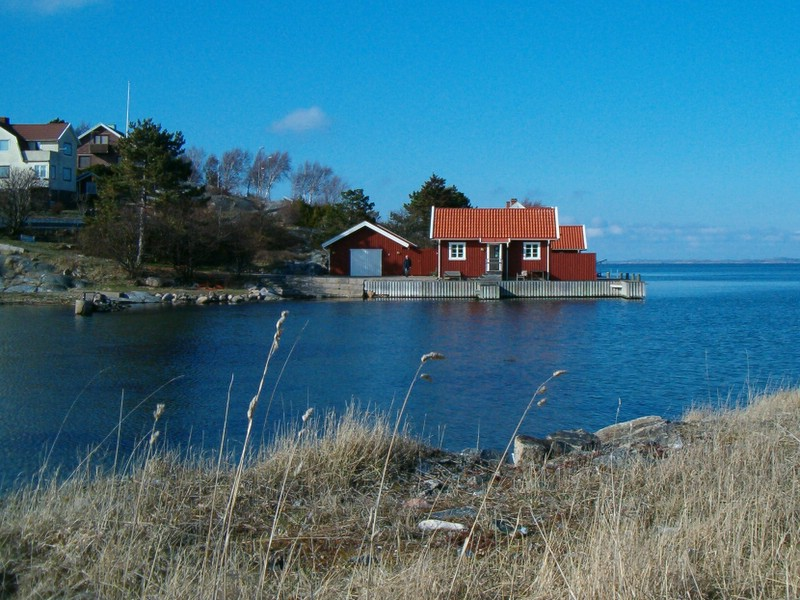
Maison sur l'île de Hälsö